# Rio Ciorânga Mare
O Rio Ciorânga Mare é um rio da Romênia, afluente do Padina Urşilor, localizado no distrito de Braşov.